# Maadid
Maadid (em árabe: المعاضيد) é uma cidade e comuna localizada na província de M'Sila, Argélia. Segundo o censo de 2008, a população total da cidade era de 24 168 habitantes.